# USO1
USO1‏ (USO1 vesicle transport factor) هوَ بروتين يُشَفر بواسطة جين USO1 في الإنسان.